# Just Good Friends
Just Good Friends는 마이클 잭슨의 노래이자 1989년발매된 싱글이다.이곡은 음반 Bad의 수록곡이다.          
이곡은 가수 스티비 원더와 듀엣으로 작곡했다.